# Вачаган I
Вачаган I Храбрый (арм. Վաչագան Քաջ — род. неизвестно — 301) — царь Кавказской Албании в 298—301 годах (по другим данным 300 — 336). Был основателем династии албанских Аршакидов.

## Биография
Происходил из династии Аршакидов. Сын, а скорее внук Вологеза VI, царя Парфии. О дате рождения ничего не известно. В юности был наместником одной из областей Армении, которую контролировали парфяне. Поддерживал борьбу Армении против Сасанидского государства.
В войнах с последней также получал поддержку со стороны Римской империи. Воевал против Порасмана — царя кавказской Албании, союзника Персии. По Нисибинскому мирному договору, заключённому в 298 году между Римом и Персией, становится царем Кавказской Албании. Вероятно, в то время он был в преклонном возрасте. Признал двойное превосходство Персии и Рима. Умер в 301 году. Его приемником стал его сын Ваче I.